# Matane
Matane is een stad (ville) in de Canadese provincie Québec en telt 14 462 inwoners (2011).

## Geboren in Matane
- Marc Hamilton (1944-2022), zanger